# Bissy-sous-Uxelles
Bissy-sous-Uxelles è un comune francese di 70 abitanti situato nel dipartimento della Saona e Loira nella regione della Borgogna-Franca Contea.

## Società

### Evoluzione demografica
Abitanti censiti